# Рыньск (гмина)
Рыньск (пол. Ryńsk), до 2017 года – Вомбжезьно (пол. Wąbrzeźno) — сельская гмина (волость) в Польше, входит как административная единица в Вомбжезненский повет, Куявско-Поморское воеводство. Население — 8603 человека (на 2004 год).

## Сельские округа
1. Цымбарк
2. Чистохлеб
3. Ярантовице
4. Явоже
5. Людовице
6. Лабендзь
7. Мале-Радовиска
8. Мысливец
9. Ожехово
10. Ожехувко
11. Плывачево
12. Пшидвуж
13. Рыньск
14. Ситно
15. Станиславки
16. Тшчанек
17. Тшчано
18. Валыч
19. Валычик
20. Венгожин
21. Зелень

## Прочие поселения
1. Фрыдрыхово
2. Ярантовички
3. Катажинки
4. Михалки
5. Млыник
6. Нелюб
7. Плебанка
8. Прохы
9. Розгард
10. Сицинек
11. Соснувка
12. Вроне
13. Зарадовиска

## Соседние гмины
1. Гмина Хелмжа
2. Гмина Дембова-Лонка
3. Гмина Ковалево-Поморске
4. Гмина Ксёнжки
5. Гмина Плужница
6. Гмина Радзынь-Хелминьски
7. Вомбжезьно